# الدورت
الدورت (به انگلیسی: Eldoret) شهری در استان ریفت والی واقع در کشور کنیا است که در سال ۱۹۹۹ میلادی ۱۶۷٫۰۱۶ نفر جمعیت داشته و جمعیت آن در سال ۲۰۰۵ میلادی به ۲۳۰٫۳۵۱ نفر رسیده‌است.